# Berengar I av Italien
För andra personer med samma namn, se Berengar.
Berengar I, född omkring 845, död  (lönnmördad) 7 april 924, var markgreve av Friuli från 874, kung av Italien från 887, och från 915 den siste heliga romerska kejsaren under den karolinska tiden. Han var morfar till Berengar II av Italien.

## Biografi
Berengar var son till hertig Eberhard av Friuli av Unruochingernas ätt och kejsar Ludvig den frommes dotter Gisela.
Han blev efter sin faders död, 874, markgreve av Friuli och bemäktigade sig 888, efter Karl den tjockes frånfälle, Italiens krona och kröntes till kung i Pavia. Han måste likväl hela sin levnad kämpa med konkurrenter. Först besegrades han vid Trebbia av hertig Guido III av Spoleto, som 889 blev vald och 891 av påven krönt till kung av Italien och romersk kejsare. 
Kung Arnulf av Kärnten, som blivit inkallad till Italien av Berengar och av påven Formosus, förjagade Guido 893 och insatte Berengar åter. Efter Guidos död, 894, förnyade Berengar striden med hans son Lambert av Spoleto, som dock snart ingick ett fördrag med Berengar, enligt vilket Berengar erhöll nordöstra Italien till floden Adda. Vid Lamberts död, 898, ville Berengar ta hela Lombardiet i besittning, men blev 899 slagen av magyarerna vid Brenta. 
Sedermera fick Berengar en ny motståndare i kung Ludvig av Nedre Burgund, vilken, fastän han blivit besegrad år 900, återkom året därpå, men slutligen, 905, blev överfallen vid Vetona, tillfångatagen och hemskickad och blind. Åter herre över Lombardiet, kröntes Berengar 915 av påve Johannes X till kejsare och kvarblev såsom sådan under sin återstående livstid, dock under ständiga uppresningar, vilkas anstiftare 919 erbjöd kung Rudolf II av övre Burgund Italiens krona. Denne slog Berengar fullständigt vid Piacenza 923. Den övervunne kallade i sin förtvivlan magyarerna till hjälp och stötte därigenom från sig de få, som förblivit honom trogna.